# 이케다정 (도쿠시마현)
이케다정(池田町)은 도쿠시마현 미요시군에 있던 정이다. 2006년 3월 1일, 미요시군내의 5정촌과 합병해 미요시시가 성립해 이케다정은 폐지되었다. 

## 개요
에도 시대부터 아와 국 서부의 산간부에서는 잎담배 재배가 활발했기 때문에, 전성기의 이케다 정에는 100채 이상의 새긴 담배 업자가 존재했다고 여겨지며, 혼마치 거리에는 구닥다리 정옥이 늘어서 있다.2000년에는 마나베가 주택을 이용해 아와 이케다 우다쓰의 집·담배 자료관이 개관했다.
이케다정 사노다이무네유안과 야마시로정 사련 사이에 경계 미정 구역이 있기 때문에 정역 면적을 정확히 구할 수는 없다. 지적 조사를 실시 중이다. 경계미정 구역의 남쪽측은 급경사로 야마시로정으로부터의 접근성이 나쁘기 때문에, 이 촌락에는 이케다정의 아와이케다 우체국이 우편 배달하고 있다. 미요시시 전역을 서비스 에어리어로 하는 이케다 케이블 네트워크의 본사가 있다.
국도가 교차하는 교통의 요충지이며 50㎞ 북동쪽으로 다카마쓰시, 70㎞ 동쪽으로 도쿠시마시, 70㎞ 남서쪽으로 고치시, 110㎞ 서쪽에 마쓰야마시가 있다.

## 역사
- 태고 옛날부터 사람이 살았던 흔적이 있다. 구석기 시대의 칼모양 석기와 조몬 시대의 식량 저장고가 발굴되고 있다.
- 남북조시대의 무렵에는 요시노 강의 서안에 오오니시 향, 동안에 나카니시 향이 존재했을 것으로 생각된다.
- 에도 시대, 미요시군의 산간 지역에서 잎담배 생산량이 증가해 잎담배의 집산지였던 이케다에서는 상업이 번창했다. 또한 진옥이 놓이는 등 예로부터 미노군의 정치·경제 중심지이기도 하였다. 교통의 요충지인 이케다에는 이케다 시라 불리는 번사가 놓여 국경 경비를 서고 있었다.
- 철도가 고치로 전 노선 개통하기 전까지는 시코쿠 유수의 여관 마을이었다고 한다.

- 1889년 10월 1일 - 정촌제 시행으로, 이케다촌이 이케다정과 합병해 미요시군 이케다촌이 성립하였다.
- 1905년 10월 1일 - 이케다촌이 정으로 승격해 이케다정이 성립하였다.
- 1956년 9월 30일 - 이케다정이 하시쿠라촌을 편입하였다.
- 1959년 3월 31일 - 이케다정이 미나와촌, 사마지촌과 합병하였다.
- 2006년 3월 1일 - 미노정, 야마시로정, 이카와정, 히가시이야야마촌, 니시이야야마촌과 합병해 미요시시가 성립하였다. 동일 이케다정은 폐지되었다.

## 교통

### 철도
- 시코쿠 여객철도
  - 도산 선

### 도로
- 도쿠시마 자동차도
- 국도 32호선
- 국도 192호선
- 국도 319호선